# Nederlandse kampioenschappen atletiek 1983

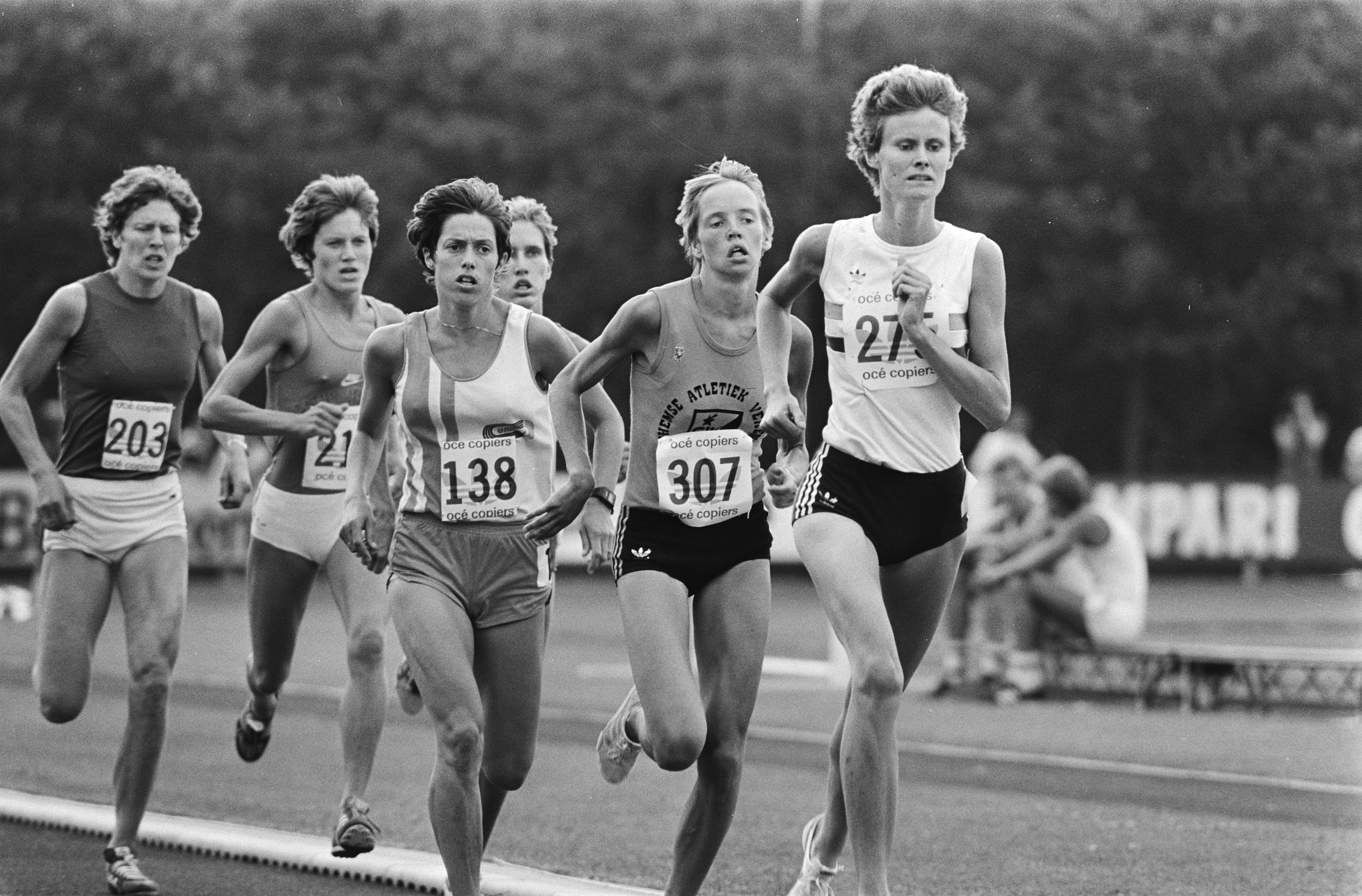
Elly van Hulst (rechts) wint de 1500m

In 1983 werden de Nederlandse kampioenschappen atletiek gehouden op 23 en 24 juli op de kunststofpiste van het 75-jarige Prins Hendrik in Vught. De kampioenschappen stonden in het teken van de allereerste wereldkampioenschappen, die enkele weken later in Helsinki zouden plaatsvinden.
De 10.000 m voor mannen en 5000 m voor vrouwen vonden plaats op 23 april 1983 tijdens een speciaal voor deze afstanden door atletiekvereniging THOR in Roosendaal georganiseerde wedstrijd.

## Uitslagen

### 100 m
| rang   | atleet                | prestatie |
| ------ | --------------------- | --------- |
| Goud   | Peter van der Heijden | 10,66 s   |
| Zilver | Diederik Everts       | 10,74 s   |
| Brons  | Martin Oolbekkink     | 10,91 s   |

| rang   | atlete           | prestatie |
| ------ | ---------------- | --------- |
| Goud   | Nelli Cooman     | 11,62 s   |
| Zilver | Martha Derby     | 11,88 s   |
| Brons  | Marjan Olyslager | 12,00 s   |

### 200 m
| rang   | atleet          | prestatie |
| ------ | --------------- | --------- |
| Goud   | Diederik Everts | 21,05 s   |
| Zilver | Achmed de Kom   | 21,34 s   |
| Brons  | Henk Brouwer    | 21,35 s   |

| rang   | atlete           | prestatie |
| ------ | ---------------- | --------- |
| Goud   | Martha Derby     | 23,79 s   |
| Zilver | Marjan Olyslager | 23,93 s   |
| Brons  | Nelli Cooman     | 23,95 s   |

### 400 m
| rang   | atleet          | prestatie |
| ------ | --------------- | --------- |
| Goud   | Henk Brouwer    | 47,71 s   |
| Zilver | Jeroen Ooievaar | 48,12 s   |
| Brons  | Wim Cools       | 48,72 s   |

| rang   | atlete        | prestatie |
| ------ | ------------- | --------- |
| Goud   | Marjo van Agt | 54,82 s   |
| Zilver | Tilly Verhoef | 54,82 s   |
| Brons  | Ingrid Stoot  | 55,42 s   |

### 800 m
| rang   | atleet            | prestatie |
| ------ | ----------------- | --------- |
| Goud   | Rob Druppers      | 1.45,33   |
| Zilver | Frank Geuzenbroek | 1.49,31   |
| Brons  | Han Kulker        | 1.49,47   |

| rang   | atlete          | prestatie |
| ------ | --------------- | --------- |
| Goud   | Elly van Hulst  | 2.05,84   |
| Zilver | Jacky Winkelman | 2.06,35   |
| Brons  | Karin de Nijs   | 2.06,88   |

### 1500 m
| rang   | atleet         | prestatie |
| ------ | -------------- | --------- |
| Goud   | Stijn Jaspers  | 3.41,06   |
| Zilver | Joost Borm     | 3.43,56   |
| Brons  | Rob de Brouwer | 3.44,29   |

| rang   | atlete         | prestatie |
| ------ | -------------- | --------- |
| Goud   | Elly van Hulst | 4.17,85   |
| Zilver | Saskia Brouwer | 4.18,04   |
| Brons  | Wilma Rusman   | 4.20,30   |

### 5000 m/3000 m
| rang   | atleet         | prestatie |
| ------ | -------------- | --------- |
| Goud   | Stijn Jaspers  | 13.54,86  |
| Zilver | Joost Borm     | 14.02,05  |
| Brons  | Marti ten Kate | 14.02,46  |

| rang   | atlete          | prestatie     |
| ------ | --------------- | ------------- |
| Goud   | Elly van Hulst  | 9.15,92       |
| Zilver | Wilma Rusman    | 9.19,27       |
| Brons  | Carla Beurskens | 9.25,9 (h.t.) |

### 10.000 m/ 5000 m[1]
| rang   | atleet              | prestatie |
| ------ | ------------------- | --------- |
| Goud   | Joost Borm          | 29.25,0   |
| Zilver | John van der Wansem | 29.25,1   |
| Brons  | John Vermeule       | 29.33,2   |

| rang   | atlete         | prestatie |
| ------ | -------------- | --------- |
| Goud   | Elly van Hulst | 15.50,6   |
| Zilver | Wilma Rusman   | 16.56,8   |
| Brons  | Tineke Kluft   | 17.05,4   |

### 110 m horden/100 m horden
| rang   | atleet             | prestatie |
| ------ | ------------------ | --------- |
| Goud   | Robert de Wit      | 14,47 s   |
| Zilver | Paul Wijnbergen    | 14,53 s   |
| Brons  | Chris Leeuwenburgh | 14,82 s   |

| rang   | atlete           | prestatie |
| ------ | ---------------- | --------- |
| Goud   | Marjan Olyslager | 13,46 s   |
| Zilver | Tineke Hidding   | 13,70 s   |
| Brons  | Marjon Wijnsma   | 14,03 s   |

### 400 m horden
| rang   | atleet           | prestatie |
| ------ | ---------------- | --------- |
| Goud   | Harry Schulting  | 51,01 s   |
| Zilver | Marco Beukenkamp | 52,31 s   |
| Brons  | Percy Marte      | 52,52 s   |

| rang   | atlete           | prestatie |
| ------ | ---------------- | --------- |
| Goud   | Olga Commandeur  | 58,39 s   |
| Zilver | Elke Spierenburg | 59,89 s   |
| Brons  | Janneke Bosma    | 60,53 s   |

### 3000 m steeple
| rang   | atleet         | prestatie    |
| ------ | -------------- | ------------ |
| Goud   | Hans Koeleman  | 8.29,67      |
| Zilver | Herman Hofstee | 9.04,13      |
| Brons  | Ron Vlenterie  | 9.04,51 (DQ) |

### 20 km snelwandelen
| rang   | atleet                     | prestatie        |
| ------ | -------------------------- | ---------------- |
| Goud   | Jan Cortenbach             | 1:33.52,6        |
| Zilver | Dirk Maassen van den Brink | 1:38.40,0        |
| Brons  | Bert Timmermans            | 1:44.56,4 (h.t.) |

### Verspringen
| rang   | atleet            | prestatie |
| ------ | ----------------- | --------- |
| Goud   | Frans Maas        | 7,63 m    |
| Zilver | Jeroen Bronwasser | 7,61 m    |
| Brons  | Peter van Leeuwen | 7,48 m    |

| rang   | atlete           | prestatie |
| ------ | ---------------- | --------- |
| Goud   | Marjan Olyslager | 6,29 m    |
| Zilver | Tineke Hidding   | 6,20 m    |
| Brons  | Delia Appelman   | 6,11 m    |

### Hink-stap-springen
| rang   | atleet                | prestatie |
| ------ | --------------------- | --------- |
| Goud   | Peter van Leeuwen     | 15,48 m   |
| Zilver | Aafbrecht van de Veen | 15,00 m   |
| Brons  | Paul Lucassen         | 14,73 m   |

### Hoogspringen
| rang   | atleet           | prestatie |
| ------ | ---------------- | --------- |
| Goud   | Eric Rollenberg  | 2,12 m    |
| Zilver | Raymond de Vries | 2,09 m    |
| Brons  | René van Loon    | 2,03 m    |

| rang   | atlete                  | prestatie |
| ------ | ----------------------- | --------- |
| Goud   | Ella Wijnants           | 1,78 m    |
| Zilver | Jenny Litjens-v.d. Berg | 1,75 m    |
| Brons  | Gea Rademakers          | 1,75 m    |

### Polsstokhoogspringen
| rang   | atleet             | prestatie |
| ------ | ------------------ | --------- |
| Goud   | Gijsbert de Ruiter | 4,90 m    |
| Zilver | Maurice Denders    | 4,85 m    |
| Brons  | Eltjo Schutter     | 4,85 m    |

### Kogelstoten
| rang   | atleet        | prestatie |
| ------ | ------------- | --------- |
| Goud   | Erik de Bruin | 16,36 m   |
| Zilver | Rob Hermans   | 15,50 m   |
| Brons  | Wim de Wolff  | 15,35 m   |

| rang   | atlete         | prestatie |
| ------ | -------------- | --------- |
| Goud   | Ria Stalman    | 17,40 m   |
| Zilver | Jennifer Smit  | 15,49 m   |
| Brons  | Deborah Dunant | 14,62 m   |

### Discuswerpen
| rang   | atleet        | prestatie |
| ------ | ------------- | --------- |
| Goud   | Erik de Bruin | 53,94 m   |
| Zilver | Wim de Wolff  | 53,40 m   |
| Brons  | Piet Meydam   | 49,78 m   |

| rang   | atlete       | prestatie |
| ------ | ------------ | --------- |
| Goud   | Ria Stalman  | 59,96 m   |
| Zilver | Bea Wiarda   | 52,98 m   |
| Brons  | Iseline Hage | 50,10 m   |

### Speerwerpen
| rang   | atleet              | prestatie |
| ------ | ------------------- | --------- |
| Goud   | Bert Smit           | 74,12 m   |
| Zilver | Jeroen van der Meer | 72,96 m   |
| Brons  | Rob ter Horst       | 72,10 m   |

| rang   | atlete         | prestatie |
| ------ | -------------- | --------- |
| Goud   | Lida Berkhout  | 53,18 m   |
| Zilver | Gerda Blokziel | 50,04 m   |
| Brons  | Kim Nieuwland  | 44,88 m   |

### Kogelslingeren
| rang   | atleet           | prestatie |
| ------ | ---------------- | --------- |
| Goud   | Wil van Uythoven | 55,34 m   |
| Zilver | Rinus Schreuder  | 50,16 m   |
| Brons  | John Stegman     | 50,00 m   |

1904 · 
1908 · 
1909 · 
1910 · 
1911 · 
1912 · 
1913 · 
1914 · 
1915 · 
1917 · 
1918 · 
1919 · 
1920 · 
1921 · 
1922 · 
1923 · 
1924 · 
1925 · 
1926 · 
1927 · 
1928 · 
1929 · 
1930 · 
1931 · 
1932 · 
1933 · 
1934 · 
1935 · 
1936 · 
1937 · 
1938 · 
1939 · 
1940 · 
1941 · 
1942 · 
1943 · 
1944 · 
1946 · 
1947 · 
1948 · 
1949 · 
1950 · 
1951 · 
1952 · 
1953 · 
1954 · 
1955 · 
1956 · 
1957 · 
1958 · 
1959 · 
1960 · 
1961 · 
1962 · 
1963 · 
1964 · 
1965 · 
1966 · 
1967 · 
1968 · 
1969 · 
1970 · 
1971 · 
1972 · 
1973 · 
1974 · 
1975 · 
1976 · 
1977 · 
1978 · 
1979 · 
1980 · 
1981 · 
1982 · 
1983 · 
1984 · 
1985 · 
1986 · 
1987 · 
1988 · 
1989 · 
1990 · 
1991 · 
1992 · 
1993 · 
1994 · 
1995 · 
1996 · 
1997 · 
1998 · 
1999 · 
2000 · 
2001 · 
2002 · 
2003 · 
2004 · 
2005 · 
2006 · 
2007 · 
2008 · 
2009 · 
2010 · 
2011 · 
2012 · 
2013 · 
2014 · 
2015 · 
2016 ·
2017 ·
2018 ·
2019 ·
2020 ·
2021 ·
2022 ·
2023 ·
2024 ·
2025